# The Stanley Parable: Ultra Deluxe
The Stanley Parable: Ultra Deluxe é uma releitura do jogo The Stanley Parable do gênero ficção interativa, lançado em 27 de abril de 2022 para Microsoft Windows, Linux, Mac OS, Xbox One, Xbox Series X, Playstation 4 e Playstation 5.
Foi anunciado no The Game Awards 2018 com uma data de lançamento para 2019, mas logo depois foi adiado para 2020 e depois para 2021, até o seu lançamento em 2022
Quando foi lançado, recebeu criticas muito positivas, principalmente pelo seu enredo, humor e pelo seu novo conteúdo em relação ao jogo original.    

## Jogabilidade
O jogo é apresentado na perspectiva de primeira pessoa, com o jogador podendo se movimentar pelo escritório e por outros ambientes livremente, mas não podendo interagir com muitas coisas, apenas com  certas portas, botões e objetos. 

## Enredo
A história do jogo é contada por meio do narrador (dublado pelo Kevan Brighting e que também é um personagem da história). O narrador diz que Stanley trabalha para uma empresa em um grande prédio onde ele é o funcionário 427, que recebe ordens para apertar botões específicos no computador,  em uma ordem especifica e por um tempo especifico. E mesmo que, muitos possam achar esse trabalho horrível, Stanley adorava cada momento em que ele apertava os botões. Mas, em um certo dia, Stanley ficou 1 hora na frente de seu computador e percebeu que nenhuma ordem tinha chegado, ninguém tinha mandado instruções a ele, ninguém tinha marcado uma reunião e ninguém tinha aparecido nem para dizer "oi". Chocado, Stanley decide sair do seu escritório e ver o que tinha acontecido com seus colegas de trabalho.   
É nesse momento em que a história se divide em vários finais.   

### Recepção
Tom Marks, Da IGN, deu ao jogo uma nota 9/10, elogiando os novos gráficos do jogo e seu novo conteúdo, mas dizendo que uma das desvantagens do jogo é a sensação de já ter visto isso antes no jogo original.Christopher Livingston, do PC Gamer, deu ao jogo uma nota 88/100.Jordan Ramée, do GameSpot, deu ao jogo uma nota 8/10, dizendo que The Stanley Parable: Ultra Deluxe é "imensamente inteligente e engraçado", ainda elogiando o novo conteúdo e seus múltiplos finais que incentivam a rejogabilidade, mas dizendo que "O comentário original do The Stanley Parable de 2013 não é tão refrescante e instigante em 2022".
O agregador de notas Metacritic deu à versão de Playstation 5 89/100, à versão do Switch 87/100, à versão do Xbox Series X 93/100 e a versão de PC 90/100 respectivamente.

### Vendas
24 horas após terem lançado o jogo, a desenvolvedora publicou em suas redes sociais que já tinham vendido mais de 100,000 cópias na Steam

## The Complete Soundtrack
The Complete Soundtrack é um álbum lançado pela Crows Crows Crows em 8 de junho de 2022, com 46 músicas (que juntas somam mais de 90 minutos) do jogo original e da Deluxe Edition, além de 11 faixas bônus da demo (do jogo de 2013), de trailers e de conteúdos não utilizados.

## Referencias
1. ↑  «The Stanley Parable Ultra Deluxe deixará o PC e chegará aos consoles». www.tecmundo.com.br. Consultado em 28 de junho de 2022
2. ↑  «The Stanley Parable: Ultra Deluxe é adiado de novo para 2022». 4 de dezembro de 2021. Consultado em 28 de junho de 2022
3. ↑  Marks, Tom (27 de abril de 2022). «The Stanley Parable: Ultra Deluxe Review». IGN (em inglês). Consultado em 28 de junho de 2022
4. ↑  published, Christopher Livingston (27 de abril de 2022). «The Stanley Parable: Ultra Deluxe review». pcgamer (em inglês). Consultado em 30 de junho de 2022
5. ↑  «The Stanley Parable: Ultra Deluxe Review - A Sequel In All But Name». GameSpot (em inglês). Consultado em 30 de junho de 2022
6. ↑  «The Stanley Parable: Ultra Deluxe». Metacritic (em inglês). Consultado em 30 de junho de 2022
7. ↑  «The Stanley Parable: Ultra Deluxe». Metacritic (em inglês). Consultado em 30 de junho de 2022
8. ↑  «The Stanley Parable: Ultra Deluxe». Metacritic (em inglês). Consultado em 30 de junho de 2022
9. ↑  «The Stanley Parable: Ultra Deluxe». Metacritic (em inglês). Consultado em 30 de junho de 2022
10. ↑  «The Stanley Parable: Ultra Deluxe Sold Over 100,000 Copies on Steam in its First 24 Hours». GamingBolt (em inglês). Consultado em 30 de junho de 2022
11. ↑  «The Complete Stanley Parable Soundtrack Out Now!». crowscrowscrows.com. Consultado em 30 de junho de 2022